# San Diego (Schiff, 1907)
Die San Diego war ein US-amerikanischer Kreuzer der Pennsylvania-Klasse, der 1907 als United States Ship California in Dienst gestellt wurde. Am 1. September 1914 wurde er zu San Diego umbenannt. Der Kreuzer sank am 19. Juli 1918 vor Fire Island, New York City, nach einem Minentreffer. Er war das einzige größere US-amerikanische Kriegsschiff, das im Ersten Weltkrieg durch Feindeinwirkung verlorenging.

## Entwurf und Bau
Als Folge des Spanisch-Amerikanischen Krieges entwarf die United States Navy einen schnellen, gut gepanzerten Kreuzer, der auf große Feuerkraft verzichtete und dafür feindliche Verbände mit überlegener Geschwindigkeit ausmanövrieren konnte. Im Jahr 1900 genehmigte der US-Kongress ein Baulos von sechs Kreuzern dieses Entwurfs, die ab 1902 auf Kiel gelegt wurden. Allerdings zeigte sich bereits bei der Indienststellung der Kreuzer, dass diese aufgrund der Entwicklung der Dampfturbine als Schiffsantrieb und der aus dem Russisch-Japanischen Krieg resultierenden Veränderungen der Taktik für den ursprünglichen Einsatzzweck nicht mehr geeignet sein würden. Die San Diego wurde als „Armored Cruiser No. 6“ von der Werft Union Iron Works in San Francisco gebaut. Der Stapellauf war am 28. April 1904, Schirmherrin war Florence Pardee, Tochter des Gouverneurs von Kalifornien, George Pardee, das Schiff erhielt den Namen California. Am 1. August 1907 wurde sie im Mare Island Naval Shipyard, Vallejo, unter Kapitän Thomas S. Phelps in Dienst gestellt. Sie wurde der „Second Division“ der 1907 neu geschaffenen Pazifikflotte zugeteilt. Bis Anfang 1909 führte sie überwiegend Fahrten zu Übungs- und Repräsentationszwecken durch. Bei Schleppversuchsfahrten schleppte sie einen Zerstörer von der amerikanischen Westküste über Honolulu bis Samoa.

### Umbenennung
Gemäß dem Befehl „General Order No. 112“ vom 30. Juli 1914 erhielt das Schiff mit Wirkung zum 1. September 1914 seinen endgültigen Namen San Diego. Es wurde gleichzeitig Flaggschiff der Pazifikflotte. Die Umbenennung erfolgte, da der Name California für den Schlachtschiffneubau Nr. 44 vorgesehen war und nach einem Kongressbeschluss nur Schlachtschiffe die Namen von US-Bundesstaaten tragen sollten.

## Einsatzgeschichte
Der Kreuzer operierte meist vor der amerikanischen Westküste, unternahm jedoch auch mehrere Fahrten nach Ostasien, u. a. zu den Philippinen, nach Japan und China, um die US-amerikanische Präsenz zu unterstreichen.

### 1912 – 1914
1912 nahm der Kreuzer an der US-Militärintervention in Nicaragua 1909–1925 teil. 21. August 1912 landete er Marineinfanterie in Corinto, Nicaragua, an. Vom 31. August bis zum 1. September beteiligte er sich an der Anlandung des 1. Provisorischen Regiments der Marineinfanterie unter Oberst Joseph Henry Pendleton. Am 5. September brachte er in San Juan del Sur eine weitere Einheit an Land.
Von August bis Dezember 1913 hielt sich das Schiff vor der mexikanischen Küste auf, um die Mexikanische Revolution zu beobachten und amerikanische Präsenz zu zeigen. Dabei lief sie mehrere mexikanische Häfen an. Ab Februar 1914 führte sie den gleichen Auftrag erneut aus.

### 1914 – 1918 (Erster Weltkrieg)
Am 1. Januar 1915 erschien die San Diego zur Eröffnung der „Panama-California Exposition“ anlässlich der feierlichen Einweihung des Panamakanals. Am 21. Januar kam es im Kesselraum 1 zu einer Explosion, bei der fünf Seeleute ums Leben kamen und ein weiterer schwer verletzt wurde. Zwei Besatzungsmitglieder erhielten für die Rettung anderer die Medal of Honor, die höchste militärische Auszeichnung der Vereinigten Staaten. Die Reparaturarbeiten dauerten vom 10. Juni bis zum 15. September. Ende 1915 kehrte die San Diego zur Pazifikflotte zurück. Am 15. November 1915 rettete sie 48 Seeleute von dem Schoner Fort Bragg, der nordöstlich von Cabo San Lucas auf ein Riff gelaufen war.
Am 12. Februar 1917 wurde die San Diego der Reserve zugeteilt und zur Überholung im Mare Island Naval Shipyard entsandt. Am 7. April 1917, einen Tag nach der US-amerikanischen Kriegserklärung an das Deutsche Reich, wurde sie unter Commander Claude B. Price wieder in den aktiven Dienst übernommen, obwohl ihr zu dieser Zeit noch 456 Besatzungsmitglieder fehlten. Diese wurden in der folgenden Woche ergänzt. 200 Rekruten, welche die San Diego von der Naval Training Station übernommen hatte, wurden in eine Quarantänestation verbracht, nachdem unter ihnen Masern festgestellt worden waren. Nachdem das Schiff vollständig geprüft und ausgerüstet war, lief es am 31. Mai 1917 aus, um ein erbeutetes deutsches Schiff von den Farallon-Inseln zum Puget Sound zu eskortieren.
Nach voller Aufmunitionierung und Bekohlung wurde die San Diego dem Kreuzerkommando der Atlantikflotte unterstellt. Sie passierte am 29. Juli 1917 den Panamakanal und lief den Hafen von New York an. Am 22. September 1917 übernahm sie die Führung eines Konvois aus Truppentransportern und Versorgern nach Saint-Nazaire. Am 13. November 1917 eskortierte sie einen weiteren Konvoi nach Brest. Am 7. Dezember trat sie zusammen mit einem weiteren Schiff die Rückfahrt nach New York an, wo sie am 15. Dezember eintraf.
In der ersten Jahreshälfte begleitete die San Diego mehrere Konvois, sowohl an der nordamerikanischen Ostküste als auch über den Atlantik, darunter die britischen Konvois HK-26, HX-32 und HX-37.

#### Untergang

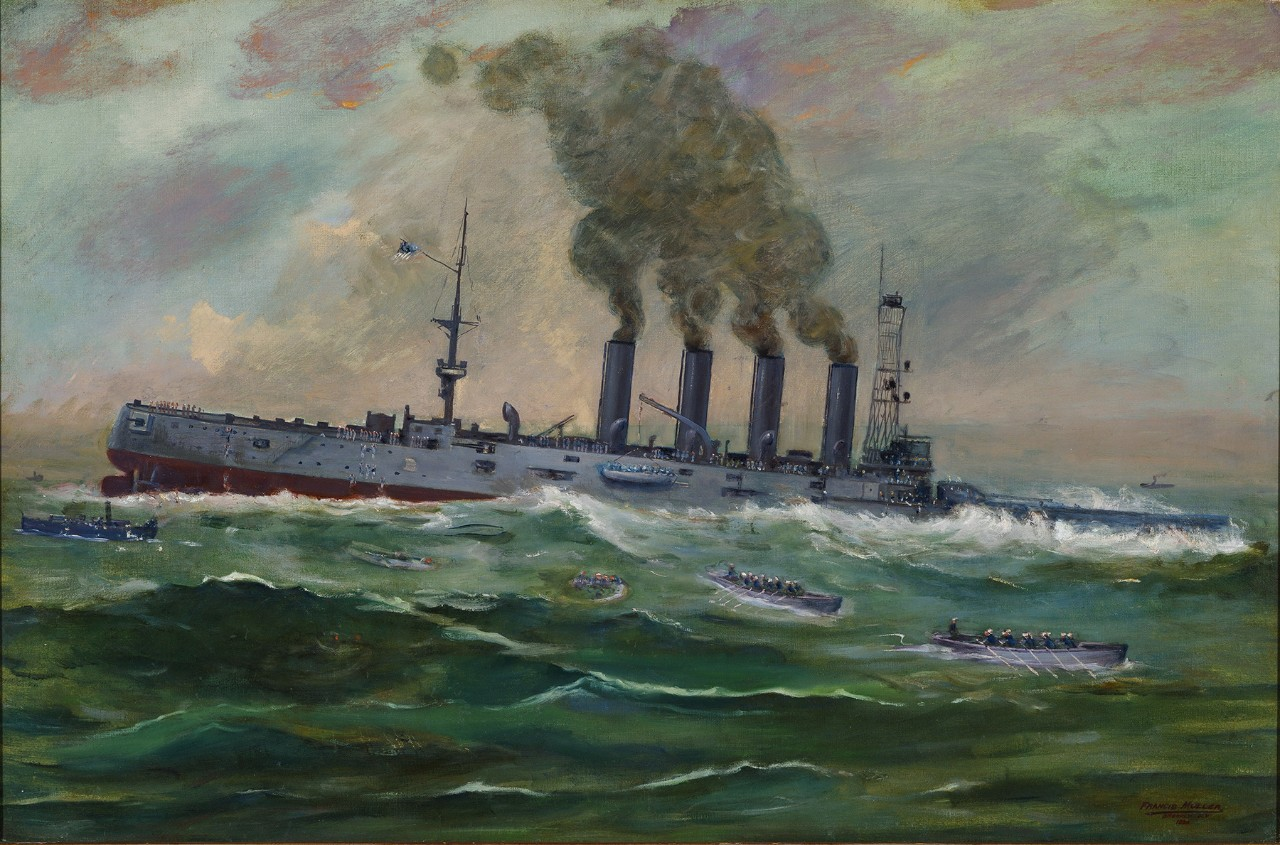
Die sinkende San Diego, zeitgenössische Darstellung

Nach einer Überholung in Portsmouth (New Hampshire) lief die San Diego am 8. Juli unter Kapitän Harley H. Christy mit Ziel New York aus. Am 19. Juli um 11:05 Uhr lief sie auf eine Mine. Die Explosion verursachte mittschiffs an Steuerbord bei Spant 78 ein Leck, deformierte das Schott, riss die Luke 142 auf und verursachte die Flutung des Steuerbord-Maschinenraums und des Kesselraums 8. Es kam zu einer Kesselexplosion und zu einer Mitdetonation von Munition. Das Schiff hatte sofort 6–8 Grad Schlagseite. Kapitän Christy, der zunächst glaubte, torpediert worden zu sein, hielt die Lage für beherrschbar, bis er die Nachricht vom Ausfall beider Maschinen erhielt. Inzwischen nahm die Schlagseite durch Sekundärflutungen durch eine Geschützluke zu und steigerte sich auf 17,5 Grad. Als Christy erkannte, dass die Gefahr des Kenterns bestand, gab er den Befehl, das Schiff zu verlassen. Da durch die Erschütterung die Funkanlage ausgefallen war, entsandte er einen Offizier mit einem Beiboot nach Long Island, um Hilfe anzufordern. Die Räumung des Schiffs ging diszipliniert vonstatten. Die Geschützmannschaften feuerten noch 30–40 Schuss auf ein vermutetes Periskop ab, bevor auch sie von Bord gingen. Christy und sein Erster Offizier Gerard Bradford gehörten zu den letzten, die die San Diego verließen. Das Schiff sank etwa dreißig Minuten nach der Explosion, 10,5 Meilen vom Fire-Island-Leuchtturm entfernt, bei 40° 32′ 26″ N, 73° 2′ 29″ W. Mit ihm gingen sechs Besatzungsmitglieder unter, sechs weitere wurden verletzt. Zunächst war man von etwa 30–40 Todesopfern ausgegangen.
Die Besatzung wurde von den zu Hilfe eilenden Schiffen Bussum, Malden und S. P. Jones aufgenommen, die trotz der Minengefahr zur Untergangsstelle gefahren waren. Vier Rettungsboote erreichten aus eigener Kraft Land. Nach dem Untergang überflogen Flugzeuge der „First Yale Unit“ von ihrem Stützpunkt auf Long Island das Gebiet und warfen Bomben auf einen Schatten im Wasser. Es handelte sich allerdings nicht um ein U-Boot, sondern um das gesunkene Schiff. Minensucher entdeckten am nächsten Tag sechs weitere Minen in der Nähe der Untergangsstelle.
Am 26. August 1918 wurde die San Diego von der Schiffsliste gestrichen.

#### Untergangsursache
Nach dem Untergang hatte es zahlreiche Spekulationen über die Ursache der Explosion gegeben, unter anderem über einen Sabotageakt des deutschen Agenten Kurt Jahnke. Untersuchungen durch Taucher hatten jedoch eindeutig ein Explosionsgeschehen außerhalb, nicht innerhalb des Schiffs ergeben. Der Kapitän hatte im Logbuch einen Torpedotreffer notiert. Aufgrund des Fundes weiterer Minen in unmittelbarer Nähe der Untergangsstelle geht die US-Marine aber von einem Minentreffer aus. Es wird angenommen, dass die Mine von dem deutschen U-Kreuzer SM U 156 gelegt worden war. Dieser hatte im fraglichen Zeitraum in diesem Gebiet operiert, den Angriff auf Orleans ausgeführt und einige Schiffe beschossen oder aufgebracht und versenkt. U 156 ging auf dem Rückmarsch aus dem Operationsgebiet vor der Küste Schottlands verloren, vermutlich in der Nordsee-Minensperre. Daher ist dessen Beteiligung an der Versenkung nicht gesichert.

## Verbleib des Wracks
Noch im gleichen Jahr wurde das Wrack von Marinetauchern untersucht. Diese fanden es kieloben auf den Schornsteinen liegend vor. Wegen der geringen Wassertiefe an dieser Stelle von durchschnittlich ca. 30–35 Metern und nur ca. 11,5 Metern Wasser über dem Wrack wurde eine Bergung erwogen, um eine mögliche Gefahr für die Schifffahrt zu beseitigen. Doch schon im Oktober wurde festgestellt, dass es rund 60 Zentimeter tiefer gesackt war, woraufhin es auch für Schiffe mit größerem Tiefgang als nicht mehr gefährlich angesehen wurde. 1921 bewarb sich eine Bergungsfirma um die Bergungs- und Verschrottungsrechte an dem Wrack, es wurde jedoch keine Lizenz erteilt. Erst 1957 erwarb ein Bergungsunternehmen das Recht, das Schiff zu verschrotten. Da jedoch innerhalb einer Dreijahresfrist von diesem Recht kein Gebrauch gemacht wurde, ging das Wrack wieder in das Eigentum der US-Marine über. 1962 erwarb erneut ein Unternehmer die Verschrottungsrechte für 14.000 US-Dollar. Er plante die Sprengung des Wracks, um sodann den Schrott abzutransportieren. Es kam zu massiven öffentlichen Protesten gegen diesen Plan. Nachdem der Unternehmer eine finanzielle Entschädigung erhalten hatte, verzichtete er auf die Verschrottung.
Die US-Marine untersuchte das Wrack in langen Abständen wiederholt. In den 1970er Jahren wurde es zunehmend von Amateurtauchern frequentiert. Auch wurde versucht, die je 37.000 Pfund (ca. 16,7 Tonnen) schweren Schiffsschrauben zu entwenden. Die Backbordschraube wurde 1965 unerlaubt demontiert und weggeschleppt, jedoch riss dabei ein Tau, so dass sie im Bereich Staten Island an unbekannter Stelle zu liegen kam. 1974 kenterte ein Boot beim Versuch, die 1973 abgefallene oder abmontierte Steuerbordschraube zu bergen. Zunehmend wurden auch kleinere Gegenstände wie Lampen, Porzellan und persönliche Effekten der Besatzung unerlaubt aus dem Wrack entnommen. Bei den immer riskanteren Tauchgängen der Amateurtaucher kam es zu sechs tödlichen Tauchunfällen. Als 1992 bekannt wurde, dass Amateurtaucher scharfe Munition aus dem Wrack geborgen hatten, verhängte die United States Coast Guard eine 500-Yard-Sperrzone (457 Meter) um die Untergangsstelle. Im Juni 1995 unternahmen Taucher im Auftrag der Marine 50 Tauchgänge, bei denen sie eine Sprenggranate bargen, die sich als noch explosionsfähig erwies. 1998 wurde das Wrack in das National Register of Historic Places aufgenommen. Seit 2004 steht es unter dem Schutz eines Gesetzes, das das unerlaubte Betauchen gesunkener militärischer Wasser- und Luftfahrzeuge verbietet.
Archäologen des Naval History and Heritage Command untersuchten das Wrack erneut vom 11.–15. September 2017 und stellten ihre Untersuchungsergebnisse auf einer Jahrestagung der American Geophysical Union vor. Unbemannte Tauchroboter stellten fest, dass der Rumpf noch intakt, die Strukturen im Inneren jedoch bereits stark verfallen waren.
Am 100. Jahrestag der Versenkung wurde an der Untergangsstelle durch die US-Marine eine Gedenkveranstaltung abgehalten und ein Kranz niedergelegt.